# Mary Wallace
Mary Wallace (née le 13 juin 1959) est une femme politique irlandaise du Fianna Fáil. Elle est Teachta Dála (TD) pour les circonscriptions de Meath et Meath East de 1989 à 2011.

## Jeunesse
Mary Wallace est née dans le comté de Dublin en 1959. Elle fait ses études aux couvents Loreto de Balbriggan et North Great Georges Street, Dublin et au College of Commerce de Rathmines où elle obtient un diplôme en administration des hôpitaux et des services de santé. Par la suite, elle travaille comme responsable du personnel à l'hôpital de Blanchardstown.

## Carrière politique
Elle exerce ses fonctions politiques pour la première fois en 1982 lorsqu'elle est élue au conseil du comté de Meath. Elle siège à cette autorité jusqu'en 1997. En 1987, elle est élue au 18e Seanad Éireann au sein du Panel de l'administration, après avoir échoué à se faire élire au Dáil Éireann aux élections générales de 1987. Elle est élue aux élections générales de 1989 dans la circonscription de Meath. Elle conserve son siège à chaque élection ultérieure, se faisant élire dans la nouvelle circonscription de Meath East pour les élections générales de 2007.
Elle reste sur les bancs d'arrière-ban jusqu'en 1995, date à laquelle elle devient porte-parole de l'opposition pour les personnes handicapées et les aidants. Lorsque le Fianna Fáil arrive au pouvoir en 1997 sous la direction de Bertie Ahern, elle est nommée ministère de la Justice, de l'Égalité et de la Réforme législative, responsable de l'égalité et du handicap. Le projet de loi sur le handicap qu'elle pilote au Dáil est retiré et elle n'est pas reconduite dans ses fonctions après les élections générales de 2002.
En février 2006, elle rejoint l'équipe ministérielle junior en tant que ministre d'État au ministère de l'Agriculture et de l'Alimentation, avec une responsabilité particulière pour les forêts. Elle est reconduite à la même responsabilité l'année suivante lors de la formation d'un nouveau gouvernement.
En mai 2008, après que Brian Cowen ait succédé à Ahern au poste de Taoiseach, elle est nommée ministre d'État au ministère de la Santé et de l'Enfance avec une responsabilité particulière pour la promotion de la santé et la sécurité alimentaire. Elle perd son poste de ministre d'État lors d'un remaniement le 21 avril 2009, lorsque Cowen réduit le nombre de ministres d'État de 20 à 15.
Elle prend sa retraite de la politique lors des élections générales de 2011.